# Matiční-straatmuur
De Matiční-straatmuur was een 150-meter lange omstreden muur langs een deel van de Matičnístraat van de Tsjechische stad Ústí nad Labem (Ústí aan de Elbe). De muur werd voorgesteld in de jaren 90 door het stadsbestuur om de gezinshuizen aan de ene zijde van de straat af te schermen van de appartementsgebouwen aan de andere zijde van de straat, waar zich veel huurontduikers bevonden. Hierop ontstond een internationaal schandaal, omdat zich onder de bewoners in de gebouwen aan de laatstgenoemde zijde veel Roma bevonden. Het stadsbestuur werd beschuldigd van racisme, maar weigerde de bouw op te geven. Uiteindelijk werd de muur na aanhoudende kritiek kort na de voltooiing weer gesloopt.

## Geschiedenis

### Eerste plannen
Burgemeester Ladislav Hruška beloofde in een toespraak tegen vertegenwoordigers van lokale huiseigenaren dat de muur in september 1998 af moest zijn. Buitenlandse journalisten die afkwamen op de verhalen werd verklaard door wethouders dat de muur niet bedoeld was om rassenscheiding aan te brengen, maar om 'gerespecteerde burgers' te beschermen tegen lawaai en vuilnis vanaf de andere zijde van de straat.

### Aanpassingen en kritiek
In september werd door de stadsautoriteiten aangekondigd dat de muur niet zou gaan bestaan uit een 4 meter hoge geluidswal, maar een 1,8 meter hoge muur van ceramische baksteen en dat er tevens een kinderspeeltuin zou worden aangelegd aan de zijde van de gezinshuizen. Ondanks deze veranderingen waren vicepremier Vladimír Špidla en het Burgerinitiatief van de Roma echter nog steeds tegen de bouw. Ook vanuit het buitenland kwam politieke kritiek: De Amerikaanse afgevaardigde Christopher Smith bekritiseerde de muur en een delegatie van de Raad van Europa beschreef de bouw van de muur als een "racistische" en drastische oplossing.

### Bouw en sloop van de muur
In de nieuwe plannen werd de start van de bouw verschoven naar 30 augustus 1999. De districtsraad oordeelde echter dat een muur van een dergelijke grootte een vergunning vereiste en een gevaar vormde voor de beschadiging van de wortels van de bomen langs de Matičnistraat. Op 5 oktober begon de bouw toch, ondanks tegenstand van buitenlandse waarnemers en leden van het Tsjechische parlement. De dag daarop blokkeerden 50 leden van de Roma de bouw van de muur en haalden gedeelten neer die reeds waren opgericht. Desondanks werd de muur voltooid op 13 oktober.
Door aanhoudende binnenlandse en internationale druk, maar met name doordat het Tsjechische parlement eiste dat de muur zou worden afgebroken, ging het stadsbestuur uiteindelijk op 23 november toch overstag en de dag daarop werd de muur 6 weken na de voltooiing alweer gesloopt. In april 2000 oordeelde het Tsjschische rechtshof dat het parlement een dergelijk besluit niet had mogen nemen.

## Gelijksoortige gevallen

### Pilsen
In dezelfde tijd dat het Matiční-straatmuurschandaal plaatsvond, maakte de Tsjechische stad Pilsen bekend een met gaas omringde woongemeenschap te willen oprichten voor "verbannen" "ongewensten". Dit complex zou moeten worden bewaakt door de politie en verdachte huizen binnen dit complex zouden zonder voorafgaande toestemming van bewoners mogen worden binnengegaan door de politie. Dit voorstel riep eveneens een storm van protest op, omdat door de burgemeester gesproken werd van personen die "volharden in het weigeren om huur te betalen of hun buren lastigvallen door het weigeren om lawaai- en hygiënestandaarden te respecteren". Tsjechische politici spraken hun zorgen uit dat dit complex daardoor bijna zeker zou uitgroeien tot een complex waar alleen Roma zouden worden gehuisvest. Dit voorstel zorgde eveneens voor een groot protest in de Tsjechische politieke wereld. Romafunctionarissen spraken van een "concentratiekamp" en "nazistische praktijken".

### Prešov
In 2005 werd door functionarissen in de Slowaakse stad Prešov gediscusseerd over de bouw van een gelijksoortige muur in de stad. In de media doken berichten op over een besluit tot de bouw van een muur van 400 meter lang. Later ontkenden de stadsautoriteiten een dergelijk besluit te hebben genomen.